# Deutz (champagnehus)

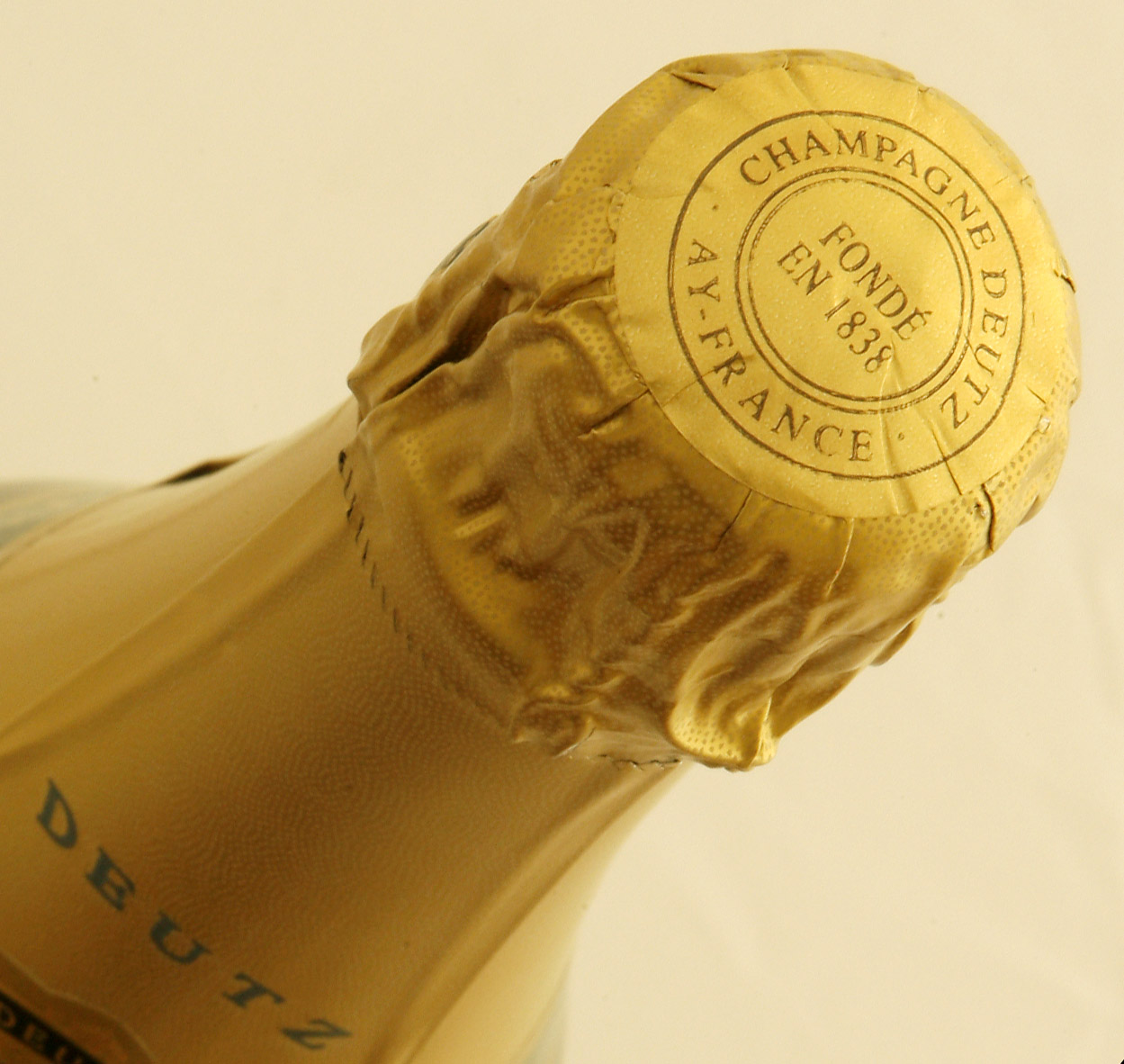
Toppen på en flaska från Deutz.

Deutz (Deutz Geldermann) är en champagnetillverkare i Aÿ, Champagne, Frankrike. Företaget grundades 1838.
Bland Deutz produkter finns klassikern Deutz Brut Classic, Deutz Blanc de Blanc samt Cuvée William Deutz.